# قانون مدني (شريعة عامة)
القانون المدني هو أصل القانون الخاص، وأقدم فروعه، وهو الشريعة العامة للقوانين ويضم مجموعة القواعد القانونية التي تنظم العلاقات بين الأفراد. وعليه فإن مهمة القاضي المدني هي حل النزاع القانوني بين طرفين: المدعي والمدعى عليه.
القانون المدني هو «الشريعة العامة للدولة، أي القانون المطبق على جميع مواطنيها» يضمن وضعية الأفراد وممتلكاتهم وينظم العلاقات فيما بينهم. وبهذا المعنى، فهو له ارتباط بجميع مناحي الحياة اليومية لأنه يتعلق بجميع مراحل حياة الإنسان منذ ولادته، مرورا بعمله، وحياته الأسرية، وصولا إلى حمايته كمستهلك وتنظيم جميع التزاماته القانونية.
وينقسم إلى عدة فروع رئيسية:
- قانون الالتزامات وقانون العقود الخاصة؛
- قانون الأحوال الشخصية وقانون الأسرة؛
- قانون الملكية؛
- قانون المواريث.

ومن ناحية أخرى، فإن مجموعة من فروع القانون الخاص التي كانت مرتبطة سابقًا بالقانون المدني أصبحت تخصصات قانونية مستقلة مثل قانون التأمين والقانون التجاري والقانون العقاري وقانون العمل.